# Ordine dei tratti

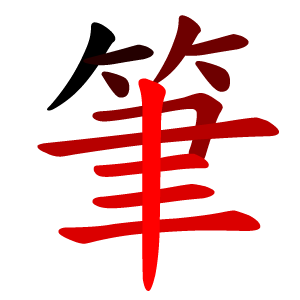
Ordine dei tratti del carattere 筆 dal nero al rosso

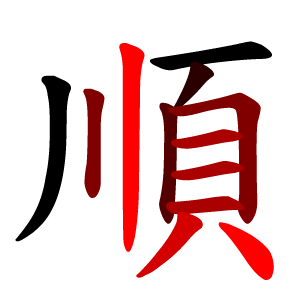
Ordine dei tratti delle due componenti dell'ideogramma 順 (川 e 頁) visti dal nero al rosso

L'ordine dei tratti (cinese: 筆順T, 笔顺S, bǐshùnP; coreano: 필순?, 筆順?, pilsunLR, p'ilsunMR o 획순?, 畫順?, hoeksunLR; giapponese: 筆順 hitsujun o 書き順 kaki-jun) si riferisce all'ordine definito in cui vengono scritti i segni che compongono i caratteri cinesi. Un tratto è un movimento della penna, nonché di un qualsiasi altro strumento per scrivere.
I caratteri cinesi sono utilizzati in varie forme, per esempio nel giapponese, nel coreano e nel vietnamita. Essi sono conosciuti come hanzi in Cina, kanji in Giappone, hanja in Corea e chữ nôm in Vietnam.
L'ordine dei tratti, oltre che per i caratteri cinesi, lo si segue anche nel sistema di scrittura coreano hangeul e nei sillabari di scrittura giapponese kana.

## Principi di base
I caratteri cinesi sono dei logogrammi scritti con diversi tratti. Col passare dei secoli sono state sviluppate diverse regole riguardanti l'ordine dei tratti. Naturalmente esistono diverse variazioni da paese a paese; tuttavia, i fondamenti che determinano le sequenze rimangono sempre gli stessi. Un carattere dovrebbe essere scritto nella maniera più semplice, perciò una sequenza corretta permette di tracciare il maggior numero di tratti nel minor tempo possibile, preservando comunque la leggibilità del carattere. Poiché l'ordine dei tratti aiuta gli studenti a tener allenata la loro memoria, esso viene insegnato in tutte le scuole a partire dalle età più tenere. Inoltre, questa regola può tornare anche molto utile quando, durante lo studio del cinese, i caratteri iniziano a diventare sempre più complessi.
L'ideogramma 永, yǒng, che significa "eternità", contiene tutti i tratti fondamentali dei caratteri cinesi e, anche in questo caso, l'ordine è molto importante. Questo è descritto ne "Gli otto principi di Yong" (永字八法; pinyin: yǒngzì bā fǎ; giapponese: eiji happō; coreano: 영자팔법?, yeongja palbeopLR, yŏngja p'albŏpMR).

## L'ordine dei tratti nei diversi stili

### Cina antica
Nell'antica Cina la scrittura jiǎgǔwén, incisa durante le cerimonie religiose su ossa e su gusci di tartaruga, non mostrava alcun segno della presenza dell'ordine dei tratti. I simboli presentavano spesso grandi variazioni da testo a testo, a volte anche all'interno di un documento solo. Pur essendo difficile rintracciare la presenza di un ordine dei tratti in dei caratteri incisi con uno scalpello, la scrittura jiǎgǔwén non presenta segni del tutto irregolari: questo suggerisce la presenza di piccole norme che già all'epoca regolavano la lingua scritta, che poi avrebbero portato all'ordine dei tratti così come lo si conosce al giorno d'oggi.

### Cina imperiale
Agli inizi della dinastia Qin lo stile utilizzato per scrivere gli ideogrammi era lo xiǎozhuàn. Nel 220 a.C. circa, l'imperatore cinese Qin Shi Huang, il primo a conquistare l'intera Cina, diffuse gli ideogrammi di Li Si, un insieme di 3300 caratteri in xiǎozhuàn. I primi documenti, risalenti al 200 a.C., mostravano già la presenza di un ordine dei tratti consistente. Tuttavia è tuttora impossibile decifrarlo, poiché la scrittura dell'epoca era costituita principalmente da contorni arrotondati.
I primi segni chiari della presenza dei tratti comparvero nello stile lìshū. Esso era più regolare e, in alcuni casi, simile al cinese tradizionale moderno. È comunque nello stile regolare, detto anche kǎishū, che l'ordine dei tratti inizia a godere di un'importanza sempre maggiore. Oltre alle differenze che potevano emergere dalle diverse regioni, anche dizionari differenti potevano presentare ordini di tratti diversi. Per esempio, il Dizionario Kangxi nel 1716 tentava di illustrare chiaramente l'ordine del carattere 广, mentre nei libri moderni l'ordine ufficiale non è chiaro. Rispetto al giorno d'oggi, le forme nel dizionario Kangxi presentano delle piccole differenze.

### Corsivi
I corsivi, in cinese, come ad esempio lo xíngshū e il cǎoshū (rispettivamente il semi-corsivo e il corsivo) mostrano chiaramente l'ordine dei tratti, poiché ogni movimento fatto dallo strumento per scrivere è visibile.

## Differenze fra i diversi stati
| Ordini differenti per i tratti di 必, dal nero al rosso. |                    |          |                           |
| Tradizionale                                             | Taiwan & Hong Kong | Giappone | Republica Popolare Cinese |

Il governo attuale della Cina, il Taiwan, Hong Kong e il Giappone hanno modificato gli ordini dei tratti di alcuni caratteri, per poi renderli ufficiale tramite l'istruzione. Tali riforme hanno l'obiettivo di facilitare l'apprendimento dei caratteri da parte degli studenti, poiché l'ordine dei tratti tradizionali presenta diverse eccezioni. Esse migliorano anche la leggibilità calligrafia dal punto di vista estetico. Le differenze citate nella seguente lista non sono esaustive.
Ordine dei tratti tradizionaleUtilizzato anticamente nella Cina imperiale, l'ordine tradizionale viene ora insegnato solo nelle scuole di calligrafia. Viene chiamato anche ordine dei tratti "calligrafico". Questo particolare metodo di scrittura è giunto fino ai nostri tempi grazie ad approfonditi studi dei manoscritti della Cina prima della repubblica, specialmente di quelli dei poeti famosi. Il vecchio ordine dei tratti è molto più legato alla tradizione, all'etimologia e alla costruzione del carattere. Inoltre, esso è sprovvisto di forme standardizzate: un singolo carattere potrebbe avere più sequenze di tratti diversi, alcuni dei quali utilizzabili solo nella scrittura in corsivo.
Ordine dei tratti di TaiwanCreato dal ministero dell'istruzione taiwanese, questo ordine dei tratti è utilizzato esclusivamente a Taiwan. La differenza più grande che presenta rispetto all'ordine tradizionale è che il punto in alto a destra del carattere 戈 non viene tracciato per ultimo, bensì si trova in penultima posizione. Il tratto verticale nel radicale 忄 è scritto per secondo e 成 inizia con il tratto orizzontale. Inoltre, la componente 𠂇 presente nei caratteri 左 e 右 viene sempre scritto a partire dal tratto orizzontale, a differenza dell'ordine tradizionale.
Ordine dei tratti giapponeseUtilizzato soprattutto nel giapponese moderno, i caratteri dall'ordine modificato sono solamente quelli appartenenti nella lista dei jōyō kanji, ossia i kanji dal ministero dell'istruzione giapponese. Nelle scuole giapponesi tutti gli studenti devono seguire l'ordine ufficiale. L'ordine giapponese si differenzia da quello tradizionale perché il radicale dell'erba (艹) viene scritto con solo tre tratti. (Nell'ordine tradizionale la linea orizzontale viene divisa in due segmenti, perciò il radicale presenta quattro tratti.) Inoltre l'ordine giapponese segue anche i tratti utilizzati per scrivere il semi-corsivo. Ad esempio, in un carattere in cui vi è una sequenza di linee orizzontali attraversate da una verticale, quella verticale dev'essere sempre tracciata per prima. I caratteri influenzati da questa regola tipica del semi-corsivo sono per esempio 隹 e 生. 必 viene scritto con il punto in cima per primo, anziché col tratto 丿 come nell'ordine tradizionale.
Ordine dei tratti della Repubblica Popolare Cinese, esclusa Hong KongQuesto ordine è utilizzato nella Cina continentale, escludendo Hong Kong. Nel 1956 il governo della repubblica cinese crea nuovi caratteri per sostituire quelli vecchi, semplificando così la lingua nazionale. Questa importante riforma, attuata dal ministero dell'istruzione cinese, modifica anche l'ordine dei tratti di alcuni caratteri. Come per l'ordine giapponese, in nome della semplicità tutti i simboli con il radicale dell'erba 艹 hanno ora un tratto in meno. Inoltre, la linea orizzontale nella componente dei caratteri contenenti 𠂇 viene sempre scritta per prima. 乃 finisce con il tratto 丿 e 成 inizia con quello orizzontale.
Ordine dei tratti di Hong KongOrdine utilizzato soprattutto a Hong Kong. I caratteri la cui sequenza è stata modificata rispetto agli schemi della tradizione rientrano nella lista di quelli più utilizzati. A differenza dell'ordine tradizionale, il radicale dell'erba è scritto nel seguente modo: linea verticale, linea orizzontale, linea verticale e linea orizzontale. La versione tradizionale di questo radicale, invece, termina con il tratto verticale. 成 inizia con il tratto orizzontale.

## Ordini di tratti alternativi
Tralasciando gli errori comuni e le differenze regionali, è comune che affiorino ordini di tratti alternativi nell'ambito del cinese tradizionale. Anche se in Cina vengono utilizzati i caratteri semplificati, esistono comunque ordini riservati ai simboli tradizionali. Nel seguente esempio, il carattere 問 (in cinese semplificato: 问) viene mostrato prima nell'ordine tradizionale—quello a sinistra, che inizia con il tratto verticale a sinistra—, utilizzato nella Cina imperiale, in Taiwan, in Giappone e a Hong Kong, e poi nell'ordine ufficiale—quello a destra, che ha il tratto verticale a sinistra in quarta posizione—, utilizzato nella Cina continentale.

問 tradizionale, ordine tradizionale
問 tradizionale, ordine Repubblica Popolare Cinese

## Linee guida generali
Possono esserci diverse eccezioni fra i diversi paesi. Le seguenti sono solo delle linee guida generali.
1. Scrivere dall'alto al basso, da sinistra a destra. Questa è una regola generale, che vale per tutti i caratteri. I tratti devono essere scritti dall'alto verso il basso, da sinistra verso destra. Un semplice esempio è il primo simbolo cinese che si impara, il carattere uno, che è una linea orizzontale (一). Esso dev'essere scritto partendo da sinistra e andando verso destra. Il carattere due, che ha due tratti (二), dev'essere sempre scritto a partire da sinistra, ma la prima linea ad essere scritta è quella in cima. Il carattere 三, tre, ha tre tratti e tutti e tre devono essere scritti a partire dalla sinistra. Il primo di essi dev'essere quello più in alto.

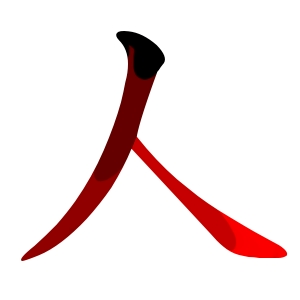
Il carattere cinese che significa "persona" (, cinese: rén, coreano: saram, in, giapponese: hito, nin; jin). Il carattere ha due tratti: il primo in nero e il secondo in rosso. L'area nera rappresenta il punto di partenza della penna.

Questa regola può essere applicata anche alle componenti dei caratteri. Per esempio, il carattere 校 può essere diviso in due: la parte a sinistra (木), dev'essere scritta prima di quella a destra (交). Ci sono delle eccezioni: quando la componente a sinistra ha una "coda" che si prolunga fino a raggiungere la componente a destra, essa dev'essere scritta per ultima.
Quando le due componenti si trovano una in alto e una in basso, per rispettare la regola bisogna scrivere per prima quella in alto, poi quella in basso. Due dei tanti caratteri che seguono questa regola fondamentale sono 品 e 星.
2. Il tratto orizzontale prima di quello verticale. Quando in un carattere ci sono due tratti che s'incrociano, il tratto orizzontale di solito va scritto prima di quello verticale. Ad esempio, il carattere 十, dieci, ha due tratti; quello orizzontale va scritto per primo (一), seguito poi da quello verticale. Nell'ordine dei tratti giapponese potrebbe capitare che il tratto orizzontale sia scritto prima degli altri verticali anche se s'incrocia con essi. Un esempio è il carattere 生.
3. Il tratto che attraversa tutto il carattere alla fine. Il tratto verticale che deve attraversare tutti gli altri orizzontali dev'essere scritto alla fine, come capita in 聿 e 弗. Il tratto orizzontale che attraversa molti altri tratti, similmente a quello verticale, è posto alla fine, come in 毋 e 舟.
4. La diagonale da destra a sinistra prima di quella da sinistra a destra. La diagonale da destra a sinistra (丿) dev'essere tracciata prima di quella da sinistra a destra (乀): 文. Questa regola vale solo se le due diagonali sono simmetriche. Nel caso contrario, come capita in 戈, potrebbe accadere che quello che viene scritto da sinistra a destra sia posto prima di quello che va da destra a sinistra, basandosi sulle altre regole.
5. Il centro prima dell'esterno nei caratteri simmetrici. Nei caratteri simmetrici verticalmente, il tratto al centro è scritto prima rispetto a quelli a destra o a sinistra. Dopo il tratto centrale la componente a sinistra dev'essere naturalmente scritta prima rispetto a quella a destra, come in 兜 e in 承.
6. La componente che circonda il carattere prima rispetto all'interno. Le componenti che circondano il carattere dall'esterno sono scritti prima rispetto alla parte interna. Se presente, il tratto in basso che fa parte della componente che circonda il carattere, dev'essere obbligatoriamente tracciato dopo la parte interna, come in 日. Ci sono caratteri che non hanno una componente circondante, come 同 e 月.
7. La componente che circonda la parte inferiore del carattere per ultima. Le componenti del carattere che lo circondano solo nella parte inferiore sono di solito tracciate dopo il corpo, come accade in 道, 建 e 凶.
8. Punti e tratti minori per ultimi. I punti e i tratti minori vengono solitamente tracciati per ultimi, come nei seguenti caratteri: 玉, 求 e 朮.